# IJshockey op de Olympische Winterspelen 1968
IJshockey is een van de sporten die beoefend werden tijdens de Olympische Winterspelen 1968 in Grenoble, Frankrijk. 
Dit ijshockeytoernooi was tevens het 35ste wereldkampioenschap ijshockey. Er namen veertien teams deel.

## Heren

### Kwalificatieronde
In deze ronde speelden zes landen om drie plaatsen in het hoofdtoernooi; de drie laagst geklasseerde landen van het A-WK 1967 stonden tegenover de best drie geklasseerde landen van het B-WK 1967. De winnaars van de duels waren geplaatst voor de finaleronde samen met de vijf beste landen van het A-WK 1967. De verliezers kwamen met de drie overige landen in de groep voor de 9e tot 14e plaats.
| datum      |  | land                     | score  | land        |
| ---------- |  | ------------------------ | ------ | ----------- |
| 4 februari |  | DDR                      | 3 - 1  | Noorwegen   |
| 4 februari |  | Bondsrepubliek Duitsland | 7 - 0  | Roemenië    |
| 4 februari |  | Finland                  | 11 - 2 | Joegoslavië |

### Plaatsingsronde 9e t/m 14e plaats (B-Groep)
| datum       |  | land        | score  | land        |
| ----------- |  | ----------- | ------ | ----------- |
| 7 februari  |  | Joegoslavië | 5 - 1  | Japan       |
| 7 februari  |  | Roemenië    | 3 - 2  | Oostenrijk  |
| 8 februari  |  | Frankrijk   | 1 - 4  | Noorwegen   |
| 9 februari  |  | Frankrijk   | 3 - 7  | Roemenië    |
| 9 februari  |  | Joegoslavië | 6 - 0  | Oostenrijk  |
| 10 februari |  | Noorwegen   | 0 - 4  | Japan       |
| 11 februari |  | Frankrijk   | 2 - 5  | Oostenrijk  |
| 12 februari |  | Roemenië    | 4 - 5  | Japan       |
| 12 februari |  | Noorwegen   | 5 - 4  | Oostenrijk  |
| 13 februari |  | Frankrijk   | 1 - 10 | Joegoslavië |
| 14 februari |  | Noorwegen   | 4 - 3  | Roemenië    |
| 15 februari |  | Japan       | 11 - 1 | Oostenrijk  |
| 16 februari |  | Joegoslavië | 9 - 5  | Roemenië    |
| 17 februari |  | Frankrijk   | 2 - 6  | Japan       |
| 17 februari |  | Noorwegen   | 2 - 3  | Joegoslavië |

|    | land        | Gs | W | G | V | F  | A  | Ptn |
| -- | ----------- | -- | - | - | - | -- | -- | --- |
| 9  | Joegoslavië | 5  | 5 | 0 | 0 | 33 | 9  | 10  |
| 10 | Japan       | 5  | 4 | 0 | 1 | 27 | 12 | 8   |
| 11 | Noorwegen   | 5  | 3 | 0 | 2 | 15 | 15 | 6   |
| 12 | Roemenië    | 5  | 2 | 0 | 3 | 22 | 23 | 4   |
| 13 | Oostenrijk  | 5  | 1 | 0 | 4 | 12 | 27 | 2   |
| 14 | Frankrijk   | 5  | 0 | 0 | 5 | 9  | 32 | 0   |

### Finaleronde 1e t/m 8e plaats (A-Groep)
| datum       |  | land                     | score  | land                     |
| ----------- |  | ------------------------ | ------ | ------------------------ |
| 6 februari  |  | Tsjecho-Slowakije        | 5 - 1  | Verenigde Staten         |
| 6 februari  |  | Sovjet-Unie              | 8 - 0  | Finland                  |
| 6 februari  |  | Canada                   | 6 - 1  | Bondsrepubliek Duitsland |
| 7 februari  |  | Zweden                   | 4 - 3  | Verenigde Staten         |
| 7 februari  |  | Sovjet-Unie              | 9 - 0  | DDR                      |
| 8 februari  |  | Tsjecho-Slowakije        | 5 - 1  | Bondsrepubliek Duitsland |
| 8 februari  |  | Canada                   | 2 - 5  | Finland                  |
| 9 februari  |  | Zweden                   | 5 - 4  | Bondsrepubliek Duitsland |
| 9 februari  |  | Canada                   | 11 - 0 | DDR                      |
| 9 februari  |  | Sovjet-Unie              | 10 - 2 | Verenigde Staten         |
| 10 februari |  | Tsjecho-Slowakije        | 4 - 3  | Finland                  |
| 10 februari |  | Zweden                   | 5 - 2  | DDR                      |
| 11 februari |  | Canada                   | 3 - 2  | Verenigde Staten         |
| 11 februari |  | Sovjet-Unie              | 9 - 1  | Bondsrepubliek Duitsland |
| 12 februari |  | Tsjecho-Slowakije        | 10 - 3 | DDR                      |
| 12 februari |  | Zweden                   | 5 - 1  | Finland                  |
| 12 februari |  | Verenigde Staten         | 8 - 1  | Bondsrepubliek Duitsland |
| 13 februari |  | Sovjet-Unie              | 3 - 2  | Zweden                   |
| 13 februari |  | Tsjecho-Slowakije        | 2 - 3  | Canada                   |
| 14 februari |  | Finland                  | 3 - 2  | DDR                      |
| 15 februari |  | Verenigde Staten         | 6 - 4  | DDR                      |
| 15 februari |  | Canada                   | 3 - 0  | Zweden                   |
| 15 februari |  | Sovjet-Unie              | 4 - 5  | Tsjecho-Slowakije        |
| 16 februari |  | Finland                  | 4 - 1  | Bondsrepubliek Duitsland |
| 17 februari |  | Bondsrepubliek Duitsland | 4 - 2  | DDR                      |
| 17 februari |  | Finland                  | 1 - 1  | Verenigde Staten         |
| 17 februari |  | Tsjecho-Slowakije        | 2 - 2  | Zweden                   |
| 17 februari |  | Sovjet-Unie              | 5 - 0  | Canada                   |

|   | land                     | Gs | W | G | V | F  | A  | Ptn |
| - | ------------------------ | -- | - | - | - | -- | -- | --- |
| 1 | Sovjet-Unie              | 7  | 6 | 0 | 1 | 48 | 10 | 12  |
| 2 | Tsjecho-Slowakije        | 7  | 5 | 1 | 1 | 33 | 17 | 11  |
| 3 | Canada                   | 7  | 5 | 0 | 2 | 28 | 15 | 10  |
| 4 | Zweden                   | 7  | 4 | 1 | 2 | 23 | 18 | 9   |
| 5 | Finland                  | 7  | 3 | 1 | 3 | 17 | 23 | 7   |
| 6 | Verenigde Staten         | 7  | 2 | 1 | 4 | 23 | 28 | 5   |
| 7 | Bondsrepubliek Duitsland | 7  | 1 | 0 | 6 | 13 | 39 | 2   |
| 8 | DDR                      | 7  | 0 | 0 | 7 | 13 | 48 | 0   |

### Eindrangschikking
| Goud | Zilver | Brons | 4 |
| Sovjet-Unie Viktor Zinger Viktor Konovalenko Vitali Davydov Oleg Zajtsev Viktor Blinov Aleksandr Ragoelin Igor Romisjevski Viktor Koezkin Boris Majorov Viktor Poloepanov Jevgeni Misjakov Anatoli Firsov Anatoli Ionov Vladimir Vikoelov Jevgeni Zimin Vjatsjeslav Starsjinov Joeri Moisejev Veniamin Aleksandrov | Tsjecho-Slowakije Vladimír Dzurilla Vladimír Nadrchal Oldřich Machač Josef Horešovský Jan Suchý Karel Masopust František Ševčík Jan Havel Petr Hejma Jan Hrbatý Jiří Kochta Jiří Holík Josef Černý Václav Nedomanský Jozef Golonka Jaroslav Jiřík Jan Klapáč František Pospíšil                           | Canada Ken Broderick Wayne Stephenson Marshall Johnston Barry MacKenzie Brian Glennie Paul Conlin Terry O'Malley Ted Hargreaves Ray Cadieux Fran Huck Morris Mott Steve Monteith Gary Dineen Herb Pinder Bill MacMillan Danny O'Shea Roger Bourbonnais Gerry Pinder         | Zweden Leif Holmqvist Hans Dahllöf Lars-Eric Sjöberg Arne Carlsson Lennart Svedberg Roland Stoltz Nils Johansson Björn Palmqvist Folke Bengtsson Carl-Göran Öberg Håkan Wickberg Tord Lundström Henric Hedlund Svante Granholm Roger Olsson Leif Henriksson Lars-Göran Nilsson Bert-Ola Nordlander |
| 5 | 6 | 7 | 8 |
| Finland Urpo Ylönen Ilpo Koskela Paavo Tirkkonen Juha Rantasila Pekka Kuusisto Lalli Partinen Seppo Lindström Matti Reunamäki Juhani Wahlsten Matti Keinonen Lasse Oksanen Jorma Peltonen Esa Peltonen Kari Johansson Veli-Pekka Ketola Matti Harju Pekka Leimu                                                    | Verenigde Staten Herb Brooks John Cunniff John Dale Craig Falkman Robert Gaudreau Paul Hurley Thomas Hurley Leonard Lilyholm James Logue John Morrison Louis Nanne Robert Paradise Lawrence Pleau Bruce Riutta Don Ross Pat Rupp Larry Stordahl Douglas Volmar                                            | Bondsrepubliek Duitsland Ernst Köpf Bernd Kuhn Lorenz Funk Gustav Hanig Horst Meindl Heinz Weisenbach Leonhard Waitl Heinz Bader Sepp Schramm Günther Knauss Hans Schichtl Josef Völk Rudolf Thanner Manfred Gmeiner Peter Lax Josef Reif Alois Schloder Otto Schneitberger | DDR Ulrich Noack Bernd Karrenbauer Hartmut Nickel Helmut Novy Wolfgang Plotka Wilfried Sock Dieter Pürschel Klaus Hirche Dieter Kratzsch Dieter Voigt Manfred Buder Lothar Fuchs Peter Prusa Joachim Ziesche Bernd Poindl Dietmar Peters Bernd Hiller Rüdiger Noack                                |
| 9 | 10 | 11 | 12 |
| Joegoslavië Anton Jože Gale Rudi Knez Franc Razinger Ivo Jan Vlado Jug Ivo Ratej Viktor Ravnik Janez Mlakar Viktor Tišler Bogo Jan Boris Renaud Ciril Klinar Albin Felc Roman Smolej Franc Smolej Miroslav Gojanović Rudi Hiti Slavko Beravs                                                                       | Japan Toshimitsu Otsubo Katsuji Morishima Isao Asai Michihiro Sato Takaaki Kaneiri Hisashi Kasai Toru Itabashi Kenji Toriyabe Minoru Ito Takeshi Akiba Kimihisa Kudo Mamoru Takashima Koji Iwamoto Yutaka Ebina Takao Hikigi Toru Okajima Kazuo Matsuda Nobuhiro Araki                                    | Noorwegen Kåre Østensen Thor Martinsen Terje Steen Svein Norman Hansen Tor Gundersen Odd Syversen Arne Mikkelsen Christian Petersen Rodney Riise Per Skjerwen Olsen Steinar Bjølbakk Svein Haagensen Georg Smefjell Trygve Bergeid Terje Thoen Olav Dalsøren Bjørn Johansen | Roemenië Constantin Dumitraş Mihai Stoiculescu Ştefan Ionescu Dezideriu Varga Zoltan Czaka Zoltan Fagarasi Răzvan Schiau Ştefan Texe Vasile Boldescu Eduard Pană Geza Szabo Ion Başa Iulian Florescu Aurel Moiş Alexandru Calamar Valentin Ştefan Ioan Gheorghiu Iuliu Szabo                       |
| 13 | 14 | | |
| Oostenrijk Karl Pregl Gerd Schager Josef Mössmer Gerhard Felfernig Hermann Erhart Gerhard Hausner Franz Schilcher Heinz Schupp Walter König Josef Schwitzer Heinz Knoflach Josef Puschnig Klaus Weingärtner Klaus Kirchbaumer Dieter Kalt Günter Burghard Paul Samonig Adelbert St. John                           | Frankrijk Jean-Claude Sozzi Bernard Deschamps Joël Godeau Claude Blanchard Philippe Lacarrière René Blanchard Bernard Cabanis Joël Gauvin Gérard Faucomprez Alain Mazza Olivier Prechac Gilbert Lèpre Patrick Pourtanel Michel Caux Gilbert Itzicsohn Daniel Grando Patrick Francheterre Charles Liberman | | |

Antwerpen 1920 · 
Chamonix 1924 · 
St. Moritz 1928 · 
Lake Placid 1932 · 
Garmisch-Partenkirchen 1936 · 
St. Moritz 1948 · 
Oslo 1952 · 
Cortina d'Ampezzo 1956 · 
Squaw Valley 1960 · 
Innsbruck 1964 · 
Grenoble 1968 · 
Sapporo 1972 · 
Innsbruck 1976 · 
Lake Placid 1980 · 
Sarajevo 1984 · 
Calgary 1988 · 
Albertville 1992 · 
Lillehammer 1994 · 
Nagano 1998 · 
Salt Lake City 2002 · 
Turijn 2006 · 
Vancouver 2010 · 
Sotsji 2014 · 
Pyeongchang 2018 · 
Peking 2022

Lijst van olympische medaillewinnaars
Alpineskiën · Biatlon · Bobsleeën · Kunstrijden · Langlaufen · Noordse combinatie · Rodelen · Schaatsen · Schansspringen · IJshockey